# Papir 116
El Papir 116 (en la numeració Gregory-Aland) designat com 116{\displaystyle {\mathfrak {P}}}, és una còpia antiga d'una part del Nou Testament en grec. És un manuscrit en papir de l'Epístola als hebreus i conté la part d'Hebreus 2:9-11; 3:3-6. Ha estat assignat paleogràficament als segles VI i VII.
El text grec d'aquest còdex és un representant del Tipus textual alexandrí, també conegut neutral o egipci. Encara no ha estat relacionat amb una Categoria dels manuscrits del Nou Testament.
Aquest document es troba a la Biblioteca Nacional d'Àustria (en alemany, Österreichische Nationalbibliothek o "ÖNB") (Pap. G. 42417), a Viena.